# Интерполитех
«Интерполитех» (Interpolitex) — ежегодная международная выставка средств обеспечения безопасности государства. Проходит в Москве.
Организатор: Объединение выставочных компаний «БИЗОН».

### О выставке
XXV Международная выставка средств обеспечения безопасности государства «Интерполитех — 2021» пройдёт в период с 19 по 22 октября 2021 года в Международном выставочном центре «Крокус Экспо», Москва.
Впервые на полях Выставки при поддержке Аппарата Совета Безопасности Российской Федерации Администрации Президента Российской Федерации, Коллегии Военно-промышленной комиссии Российской Федерации, Министерства цифрового развития, связи и массовых коммуникаций Российской Федерации, других федеральных и региональных органов исполнительной и законодательной власти Российской Федерации пройдёт Международный форум «ИНТЕРПОЛИТЕХ: ЦИФРОВАЯ ТРАНСФОРМАЦИЯ БЕЗОПАСНОСТИ ГОСУДАРСТВА».
Спикерами, модераторами, организаторами и участниками деловых мероприятий приглашаются руководители и специалисты Минцифры России, МЧС России, Минобороны России, МВД России, Росгвардии, ФСБ России, ФСО России, ФТС России, Минпромторга России, Минюста России, Минэкономразвития России, Федеральной службы по интеллектуальной собственности, АТЦ СНГ, ГК «Роскосмос», ГК «Ростех», ГК «Росатом», АНО «Агентство стратегических инициатив», ВЭБ.РФ, Сбербанк, Ростелеком и ключевые разработчики и производители средств обеспечения безопасности и отраслевые организации.
Опираясь на поддержку и участие отраслевого сообщества и государственных органов власти, «Интерполитех» остаётся традиционным ежегодным местом встреч и связующим звеном для усиления координации и сотрудничества по основным направлениям повышения эффективности функционирования системы обеспечения национальной безопасности.
Отечественные и иностранные разработчики, производители и поставщики передовой техники и технологий успешно используют Выставку в качестве универсального инструмента продвижения своей продукции перед постоянной целевой аудиторией мероприятия — российскими и зарубежными силовыми структурами, федеральными и региональными органами власти, ключевыми участниками реализации государственных программ и федеральных проектов, предприятиями и организациями, чья деятельность связана с обеспечением государственной и общественной безопасности, предотвращением и ликвидацией последствий стихийных бедствий природного и техногенного характера, обеспечением безопасности государственной границы.
ЦИФРОВАЯ ТРАНСФОРМАЦИЯ БЕЗОПАСНОСТИ ГОСУДАРСТВА
ПЕРЕДОВЫЕ ТЕХНОЛОГИИ ПРАВООХРАНИТЕЛЬНЫХ ОРГАНОВ
ТЕХНИЧЕСКИЕ СРЕДСТВА ОХРАНЫ И ОБЕСПЕЧЕНИЯ БЕЗОПАСНОСТИ ГРАНИЦЫ
КОЛЛЕКТИВНАЯ ЭКСПОЗИЦИЯ АО «РОСОБОРОНЭКСПОРТ»: «КОМПЛЕКСНАЯ БЕЗОПАСНОСТЬ»
СПЕЦИАЛИЗИРОВАННАЯ ЭКСПОЗИЦИЯ «БЕЗОПАСНЫЙ РЕГИОН»

### История появления
История выставки «Интерполитех» насчитывает более 25 лет. Необходимость в возникновении выставке была обусловлена изменениями социально-политической и экономической обстановки в начале 90-х годов, которые повлекли за собой обострение криминогенной обстановки в Российской Федерации и странах ближнего зарубежья. В это же время активизировалась террористическая деятельность, как на территории государств СНГ, так и за рубежом. Стала реальной угроза стабильному развитию общественной жизни и национальной безопасности, что потребовало объединения усилий правительственных структур, правоохранительных органов и частного бизнеса по обеспечению безопасности отдельных граждан и государств.

### Хронология
- 1992 год — первая в России выставка по безопасности «MILIPOL-МОСКВА-92». Организаторы — МВД России, консалтинговая компания Ost Handel Consalting (ФРГ), компания IMEXPO (Франция). Занимаемая площадь — свыше 1000 м²., 50 участников, 2200 посетителей.
- 1993 год — Московская Международная выставка «МИЛИПОЛ-МОСКВА-93». Организаторы — МВД России, Ost Handel Consalting (ФРГ), IMEXPO (Франция). Занимаемая площадь — более 1000 м²., свыше 60 участников, более 2301 посетителей.
- 1995 год — Московская международная выставка «Интерполитех-95». Организаторы МВД России и компания ITE Group (Великобритания). Общая площадь выставочных экспозиций — более 1500 м²., свыше 60 экспонентов и 2534 посетителей.
- 1998 год — «Московская Международная выставка полицейской техники и гражданской безопасности». Организаторы — МВД России, ITE Group (Великобритания) и компания БИЗОН-95СТ (Россия). Общая площадь экспозиции — более 2000 м²., свыше 68 участников и 3736 посетителей.
- 1999 год — Московский Международный Форум полицейской техники и гражданской безопасности «Interpolitex-Москва-99». Организаторы — МВД России и российская компания БИЗОН-95СТ. Занимаемая площадь — около 3000 м²., свыше 136 участников и 5688 посетителей. В этом же году состоялась первая международная выставка ФПС РФ «Граница».
- 2000 год — Московский Международный Форум полицейской техники и гражданской безопасности «Interpolitex-Москва-99». Организаторы — МВД России и российская компания БИЗОН-95СТ. Занимаемая площадь — свыше 3000 м²., более 139 участников и 6251 посетителей. По 2003 гг. эти форумы проходили ежегодно.
- 2001 год — Московский Международный Форум полицейской техники и гражданской безопасности «Interpolitex-Москва-2001». Организаторы — МВД России, ФПС России и российская компания БИЗОН-95СТ. Занимаемая площадь — более 10000 м²., свыше 260 участников и 8234 посетителей. Выставка «Граница» стала составной частью выставки «Интерполитех». В этот же год впервые в рамках выставки «Интерполитех» состоялся Международный военно-технический салон.
- 2002 год — Международный Форум средств обеспечения безопасности государства «Interpolitex-Москва-2002». Организаторы — МВД России, ФПС России, «Интерполитех» (Россия) и «Рособоронэкспорт» (Россия). Занимаемая площадь — более 11000 м²., 265 экспонентов и 8935 посетителей. В этом же году состоялся первый Московский международный оружейный салон ARMS.
- 2003 год — Международный Форум полицейской техники и гражданской безопасности «Interpolitex-Москва-2003». Организаторы — МВД России, «Интерполитех» (Россия) и «Рособоронэкспорт» (Россия). Занимаемая площадь — более 12000 м²., свыше 270 участников и 9615 посетителей.
- 2004 год — Международная выставка полицейской и военной техники «Интерполитех-2004». Организаторы — «Интерполитех» (Россия) и «Рособоронэкспорт» (Россия). Общая площадь — свыше 16000 м², более 280 участников и 10834 посетителей. В этом же году в рамках выставки «Интерполитех» состоялась выставка профессиональной техники для обеспечения безопасности ProST.
- 2005 год — Международный форум средств обеспечения безопасности государства «Интерполитех-2005». Организаторы — ФСВТС России, МВД России и «Интерполитех» (Россия). Общая площадь — свыше 17000 м², более 288 экспонентов и 11538 посетителей. Вхождение в состав организаторов ФСВТС России вывело выставку в разряд общегосударственных мероприятий, которым оказывается поддержка на уровне правительства страны.
- 2006 год — Международный форум средств обеспечения безопасности государства «Интерполитех-2006». Организаторы — ФСВТС России, МВД России и «Интерполитех» (Россия). Общая площадь — более 17200 м², 288 экспонентов и 12402 посетителя.
- 2007 год — Международный форум средств обеспечения безопасности государства «Интерполитех-2007». Организаторы — ФСВТС России, МВД России и «Интерполитех» (Россия). Общая площадь — свыше 18000 м², более 295 экспонентов и 13512 посетителя. С этого года «Интерполитех» представляет собой четыре взаимосвязанных специализированных выставки, взаимодополняющих друг друга. Целесообразность такого объединения подтвердила многолетняя последующая практика. Подобное объединение предоставило уникальные возможности для успешного взаимодействия разработчиков и производителей, с одной стороны, и потребителей их продукции, с другой стороны. Кроме того, это позволило существенно снизить прямые и косвенные затраты для экспонентов и посетителей выставки «Интерполитех».
- 2008 год — Международная выставка средств обеспечения безопасности государства «Интерполитех-2008». Организаторы — ФСВТС России, МВД России и ПС ФСБ России. Общая площадь — свыше 18000 м², 300 экспонентов и 13918 посетителей.
- 2009 год — Международная выставка средств обеспечения безопасности государства «Интерполитех-2009». Организаторы — ФСВТС России, МВД России и ПС ФСБ России. Общая площадь — свыше 18700 м², 312 экспонентов и 14960 посетителей.
- 2010 год — Международная выставка средств обеспечения безопасности государства «Интерполитех-2010». Организаторы — ФСВТС России, МВД России и ПС ФСБ России. Общая площадь — свыше 19600 м², 328 экспонентов и 15738 посетителей.
- 2011 год — Международная выставка средств обеспечения безопасности государства «Интерполитех-2011». Организаторы — ФСВТС России, МВД России и ПС ФСБ России. Общая площадь — свыше 21900 м², 369 экспонентов и 16703 посетителей.
- 2012 год — Международная выставка средств обеспечения безопасности государства «Интерполитех-2012». Организаторы — ФСВТС России, МВД России и ПС ФСБ России. Общая площадь — свыше 24000 м², 387 экспонентов и 16490 посетителей из 61 страны. Эта выставка стала самой масштабной за всю историю её проведения, в том числе и по количеству зарубежных участников (61 экспонент из 23 стран мира). Впервые на выставке был развёрнут национальный павильон Франции.
- 2013 год — C 22 по 25 октября 2013 г. на территории Всероссийского выставочного центра в павильоне № 75 прошла XVII Международная выставка средств обеспечения безопасности государства «Интерполитех-2013». В роли организаторов выставки выступили МВД России, ФСБ России и ФСВТС России. Устроителем мероприятия было Объединение выставочных компаний «БИЗОН».
- 2014 год — С 21 по 24 октября на территории ВДНХ прошла XVIII Международная выставка средств обеспечения безопасности государства «Интерполитех-2014». Организаторы мероприятия — МВД России, ФСБ России и ФСВТС России. Устроитель — Объединение выставочных компаний «БИЗОН».
- 2015 год — XIX Международная выставка средств обеспечения безопасности государства «Итнерполитех — 2015» проходила с 20 по 23 октября на территории ВДНХ. Организаторы выставки — МВД России, ФСБ России и ФСВТС России, устроитель — "Объединение выставочных компаний «БИЗОН».
- 2016 год — XX Юбилейная международная выставка средств обеспечения безопасности государства «Итнерполитех — 2016» проходила с 18 по 21 октября на территории ВДНХ. Организаторы выставки — МВД России, ФСБ России и ФСВТС России, устроитель — "Объединение выставочных компаний «БИЗОН».
- 2017 год — XXI Международная выставка средств обеспечения безопасности государства «ИНТЕРПОЛИТЕХ-2017»: современные решения для безопасности
- 2018 год — с 23 октября по 26 октября 2018 года на территории ВДНХ состоялась XXII Международная выставка средств обеспечения безопасности государств «Интерполитех-2018». Организаторами мероприятия выступили МВД России, ФСБ России, и Росгвардия.

### Участники
Общественные и государственные организации:
- Министерство обороны Российской Федерации,
- Министерство внутренних дел Российской Федерации,
- Пограничная служба ФСБ России,
- Федеральная служба войск национальной гвардии Российской Федерации (Росгвардия).
- МЧС России,
- Центральный музей Внутренних войск МВД России,
- Центральный музей МВД России,
- Центральный пограничный музей,
- Московский государственный технический университет имени Н.Э. Баумана,
- Федеральное агентство по обустройству государственной границы Российской Федерации,
- Физико-технический институт Национальной академии Беларуси и т. д.

Частные компании и государственные предприятия:
- Benelli Armi S.p.A.,
- DSM Dyneema B.V.,
- Fabbrica d’Armi Pietro Beretta,
- Renault Trucks Defence,
- Segway Inc,
- Государственная корпорация «Ростех»,
- ОАО «Росэлектроника»,
- ОАО "ЦНИИ «Циклон»,
- НПП Звезда,
- КАМАЗ,
- Концерн «Калашников»,
- OOO Арсенал,
- Мерседес-Бенц Тракс Восток,
- Объединённая судостроительная корпорация и т. д.

Представители прессы:
- журнал Крылья Родины,
- журнал Intersec,
- газета Независимое военное обозрение и т. д.[1]

## Галерея

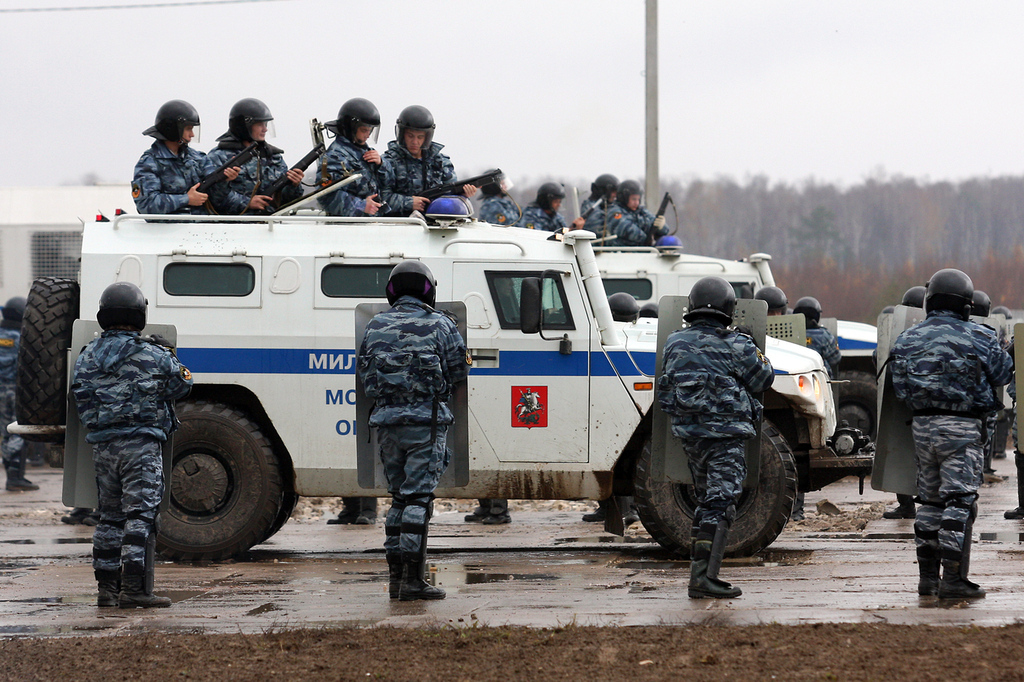
ГАЗ-233034 СПМ-1 Московского ОМОНа во время показательных выступлений на выставке «Интерполитех-2009»
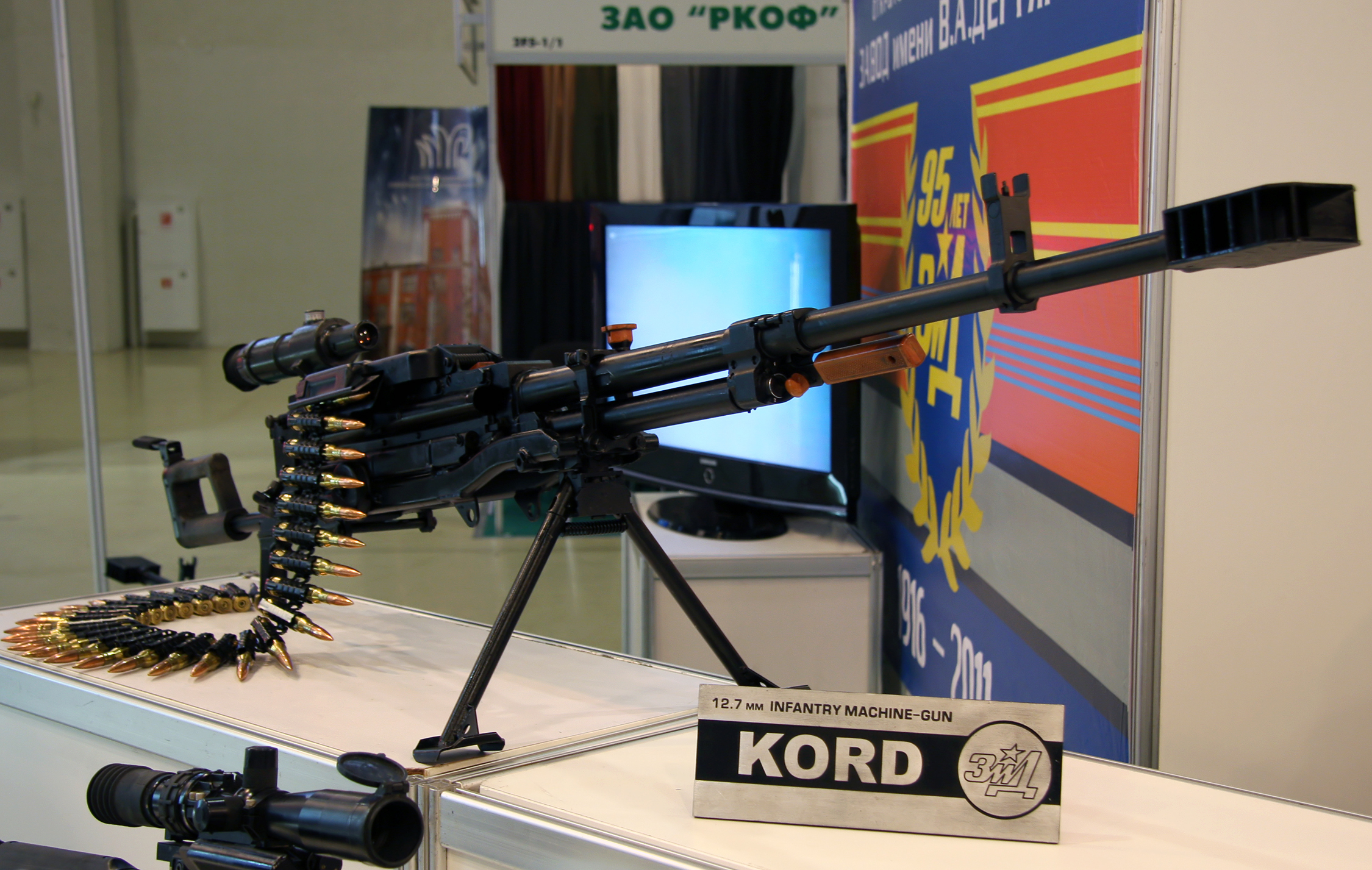
Крупнокалиберный пулемёт «Корд» на выставке «Интерполитех-2011»
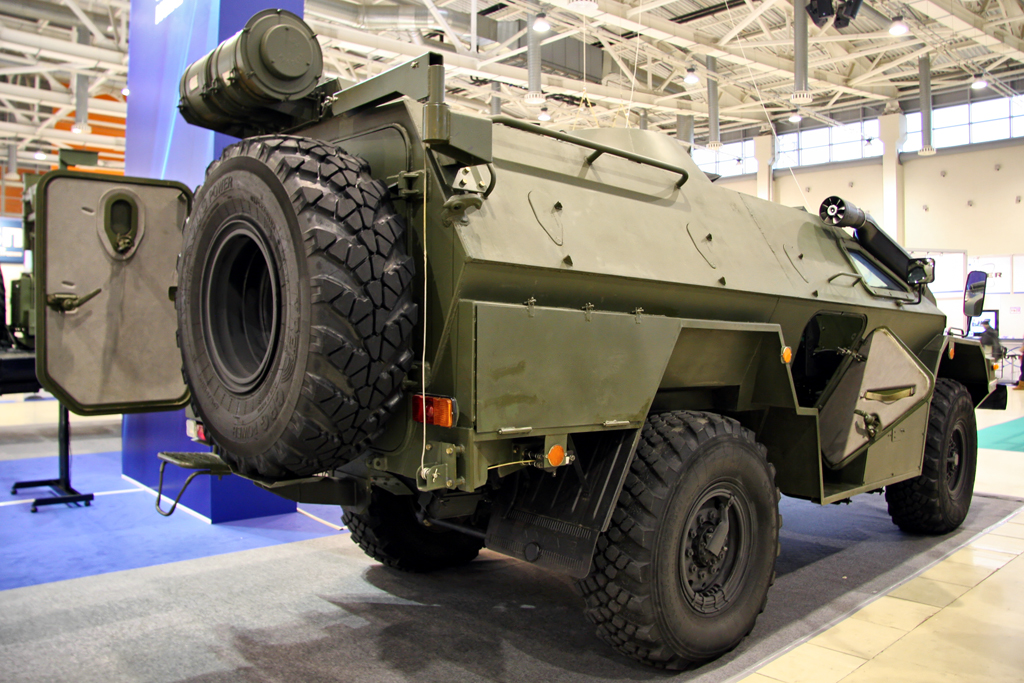
Бронеавтомобиль КАМАЗ-43269 «Выстрел» на выставке «Интерполитех-2011»
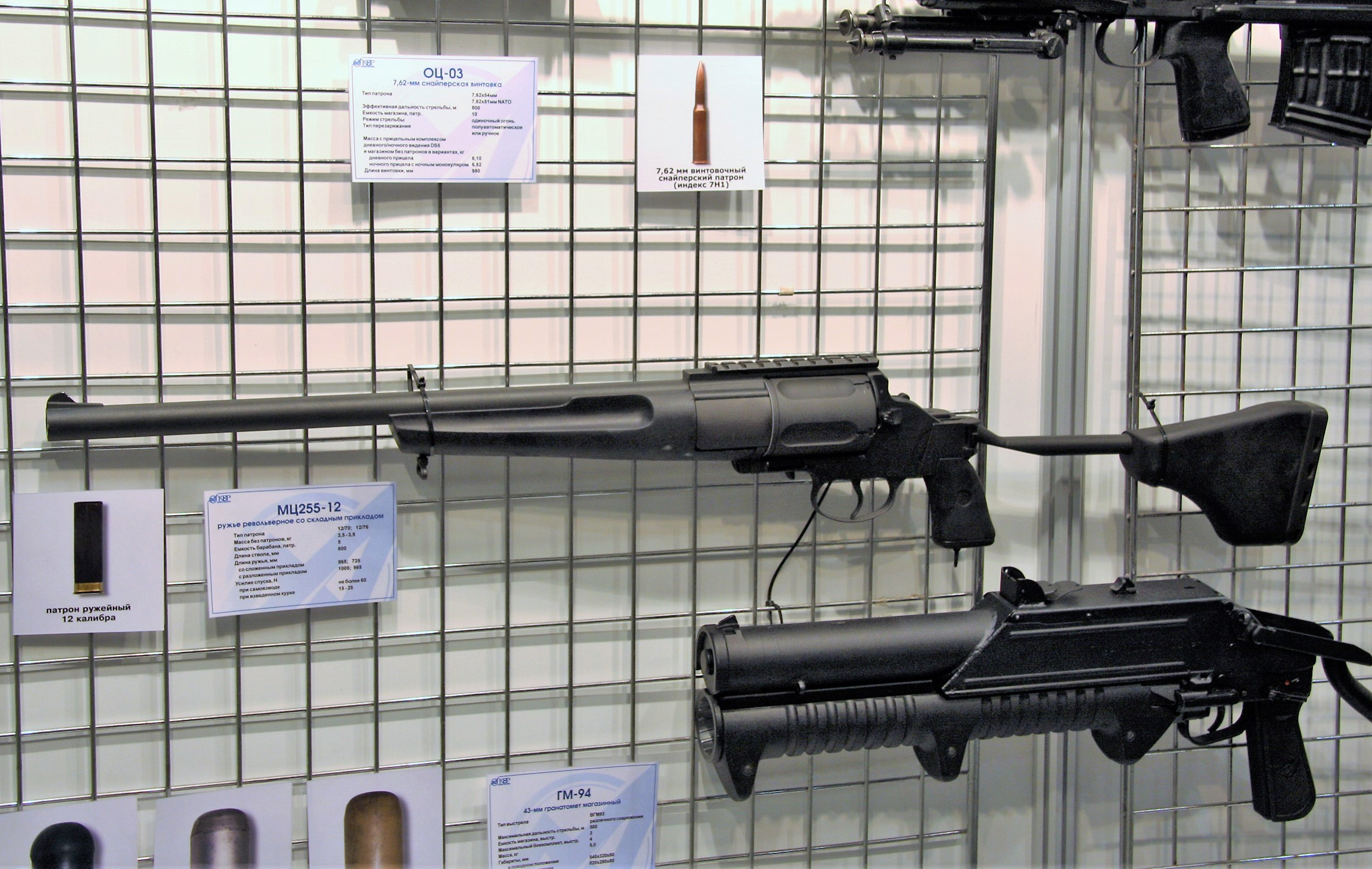
Револьверное ружьё МЦ-255-12 на выставке «Интерполитех-2009»
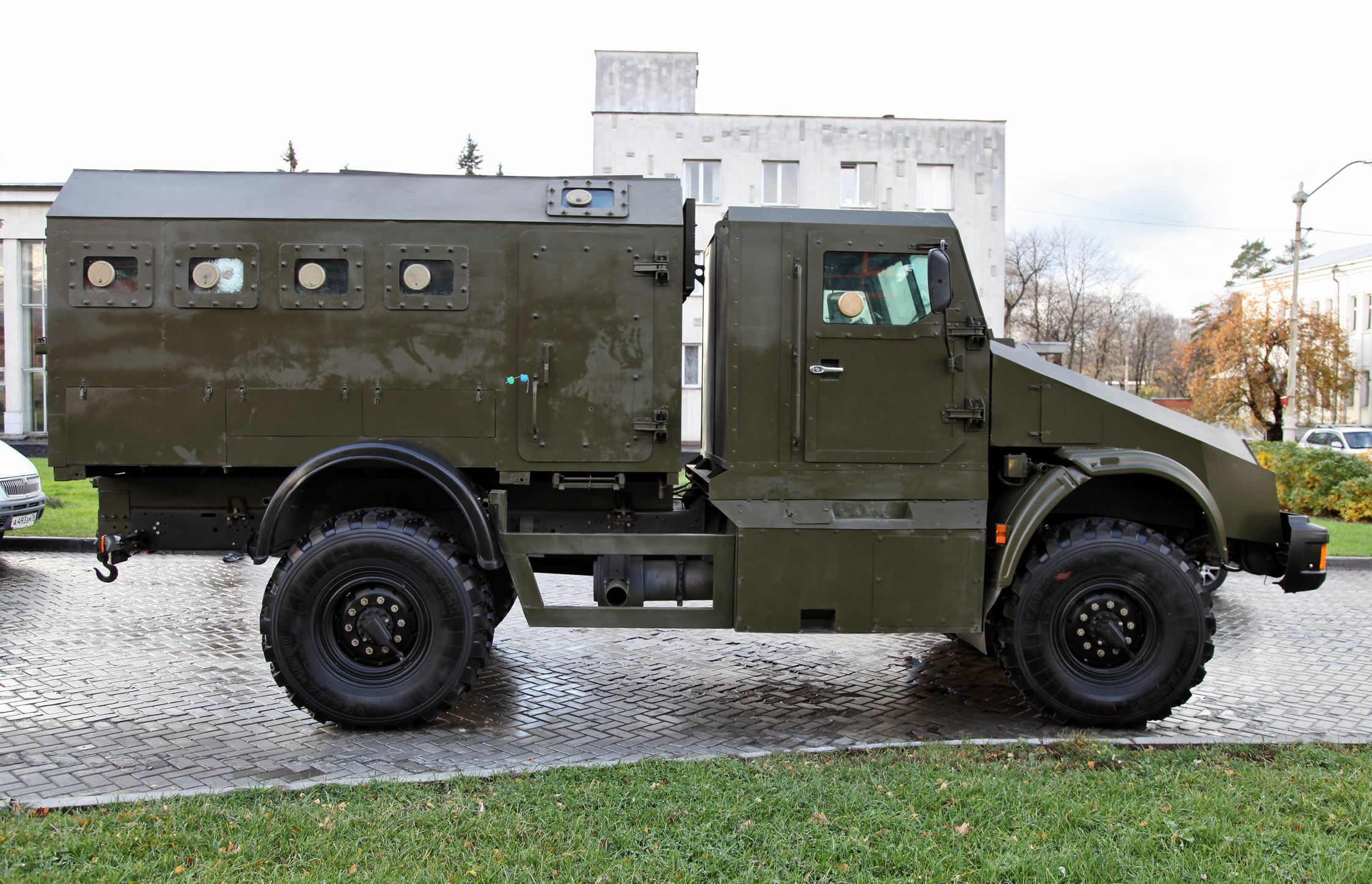
Спецавтомобиль Горец-К на выставке «Интерполитех-2012»
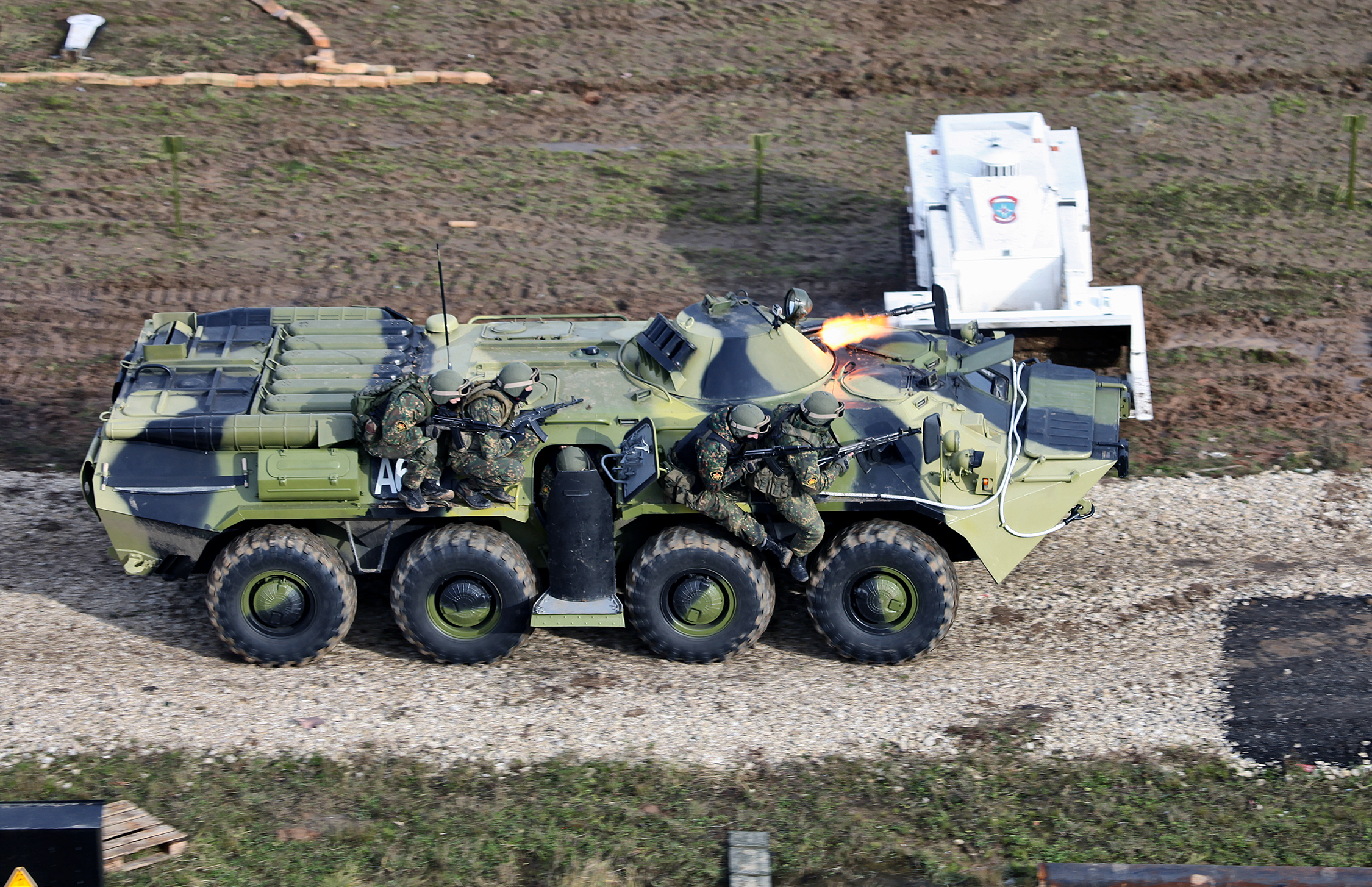
БТР-80 с группой 604-го ЦСН ВВ МВД России на выставке Интерполитех-2013